# Огюст Помель
Огюст Помель (англ. Nicolas Auguste Pomel, 1821–1898) — французький геолог, палеонтолог і ботанік. Він працював шахтарським інженером в Алжирі та став спеціалістом із скам’янілостей північноафриканських хребетних. Він був сенатором Алжиру від Орана з 1876 по 1882 рік.

## Біографія
Ніколя-Огюст Помель народився в Ісуарі, Пюї-де-Дом, 20 вересня 1821 року. Він навчався в Клермонському ліцеї та здобув ліцензію в галузі наук. Його призвали в армію, коли він готувався вступити до Гірничої школи Парижа. Після звільнення став інженером-будівельником. Після державного перевороту 2 грудня 1851 року його республіканські переконання призвели до депортації. Він став Garde des Mines в Орані в 1866 році, і був підвищений до 1-го класу в 1872 році. З 1876 по 1882 рік він був членом Сенату (оранський відділ). У 1882 році йому було доручено скласти геологічну карту Алжиру. Він помер у Дра-ель-Мізані.
Помель також був плідним ботаніком, назвавши та описавши багато видів рослин, а також деякі роди. На його честь названо рід Pomelia (Durando ex Pomel) з родини Apiaceae.

## Роботи
Він був автором майже 100 публікацій про Північну Африку; його праці включають: Sur les Alcyonaires fossiles Miocenes de l'Algerie (1868) і Des races indigènes de l'Algérie et du rôle que leur reservent leurs aptitudes (1871). Інші письмові роботи Помеля:
- Catalogue méthodique et descriptif des vertébrés fossiles, 1853
- Classification méthodique et genera des échinides vivants et fossiles, 1883
- Contributions a la classification méthodique des Crucifères, 1883
- Une mission scientifique en Tunisie en 1877, 1884
- Paléontologie ou description des animaux fossiles de l'Algérie, 1885–87
- Description stratigraphique générale de l'Algérie, 1889
- Caméliens et Cervidés, 1893
- Les Rhinocéros quaternaire, 1895
- Les éléphants quaternaires, 1895
- Singe et homme, 1896